# Alina Habba
 (janvier 2024).
Alina Saad Habba, née le 25 mars 1984, est une avocate américaine. Associée directrice du cabinet Habba, Madaio & Associates LLP, basé à Bedminster, dans le New Jersey, avec un bureau à New York, Alina Habba est représentante de Donald Trump à partir de 2021. À la suite de sa réélection à la présidence des États-Unis, elle devient la conseillère du président américain et la conseillère principale de son comité d'action politique MAGA, Inc. (en) en janvier 2025.

## Biographie

### Situation personnelle

#### Enfance et origines familiales
Alina Habba et ses deux frères et sœurs voient le jour à Summit, dans le New Jersey. Née de parents catholiques chaldéens originaires d'Irak, ayant quitté le pays au début des années 1980 pour fuir des persécutions, elle est la fille de Saad F. Habba, spécialiste de gastro-entérologie.

#### Formation
En 2002, Alina Habba obtient son diplôme de Kent Place School (en) et étudie ensuite à l'université Lehigh, où elle obtient en 2005 un baccalauréat en sciences politiques,. Entre 2005 et 2007, elle travaille dans l'industrie de la mode avec des dirigeants de Marc Jacobs pour produire et promouvoir des accessoires. Elle affirme qu'en dépit de son intérêt pour le secteur de la mode, elle choisit de s'inscrire en droit pour des raisons financières. En 2010, elle obtient un Juris Doctor à la Widener University Commonwealth Law School (en),.

### Carrière en droit
De septembre 2010 à septembre 2011, Alina Habba travaille comme juriste (« clerk ») auprès d'Eugene J. Codey Jr., juge président de la Cour supérieure civile du comté d'Essex, dans le New Jersey. En septembre 2011, elle rejoint Tompkins, McGuire, Wachenfeld & Barry, LLP, où elle travaille en tant que collaboratrice (« associate ») jusqu'en février 2013. En février 2013, elle devient l'associée et associée directrice de Sandelands Eyet LLP, un cabinet de sept avocats fondé par son mari la même année, dont elle part en mars 2020 pour fonder sa propre entreprise.
Cinq personnes travaillent pour le cabinet Habba, Madaio and Associates LLP. En plus de son bureau à Bedminster, dans le New Jersey, elle possède également un bureau à Manhattan.
Elle est admise dans les États de New York, New Jersey et le Connecticut. Elle a été la principale avocate de plusieurs affaires, notamment un recours collectif fédéral contre une maison de retraite du New Jersey accusée de plusieurs actes négligents et de violations de fraude à la consommation.
Alina Habba était également directrice juridique (« general counsel ») de la société de stationnement de son deuxième mari. Elle a représenté plusieurs clients dans des affaires juridiques, dont un homme poursuivant une maison de retraite dans le New Jersey et un étudiant demandant le remboursement de ses frais de scolarité après que l'université de Bridgeport ait transféré ses cours en ligne.
En juillet 2021, Alina Habba représente Siggy Flicker, une ancienne membre des Real Housewives of New Jersey soutenant Donald Trump, qui a affirmé que Facebook avait désactivé son compte parce qu'elle avait souhaité un joyeux anniversaire à Melania Trump. Il semble que Facebook ait ignoré la lettre qu'Alina Habba lui a envoyée.
En juillet 2021, Alina Habba intente une action en justice contre des journalistes portugais pour avoir révélé ses liens avec le parti d'extrême droite Chega au Portugal.

### Avocate de Donald Trump

#### 2021
En 2019, Alina Habba devient membre du Trump National Golf Club Bedminster, à huit minutes de route de son cabinet d'avocats dans le New Jersey,,, et y fait la connaissance de Donald Trump,. Dans un procès intenté en décembre 2023 visant à la renvoyer devant le Bureau d'éthique des avocats du New Jersey, une employée du Trump National Golf Club de Bedminster affirme qu'au cours du second semestre 2021, Alina Habba l'a incitée à conclure un accord de non-divulgation illégal alors qu'elle se préparait à accuser un directeur du club de comportement sexuel inapproprié sur son lieu de travail, un type d'accord interdit par le New Jersey en cas de harcèlement sexuel en milieu professionnel
. Selon elle, Alina Habba a essayé de devenir son amie, l'a encouragée à renvoyer son avocat, a produit un accord de non-divulgation comportant des pénalités en cas de non-respect et l'a avertie de ne pas rendre publique l'accusation de comportement sexuel inapproprié sur son lieu de travail. En 2023, Alina Habba répond : « Je me suis toujours conduite de manière éthique et n'ai pas agi différemment dans cette circonstance. ».
En septembre 2021, Donald Trump embauche Alina Habba dans son équipe juridique, remplaçant plusieurs avocats qui avaient travaillé pour lui depuis de nombreuses années, comme Marc Kasowitz, Charles Harder, Joanna Hendon, Marc Saroff Mukasey, Jay Sekulow et Lawrence S. Rosen. Peu après son recrutement, elle intente au nom de Donald Trump une action en justice de 100 millions de dollars fortement médiatisée contre la nièce de celui-ci, Mary L. Trump, le New York Times et trois journalistes du Times. Le juge rejette son procès, le considérant « inefficace au regard du droit constitutionnel ».
En octobre 2021, elle intente une action en justice contre Summer Zervos, qui accuse depuis 2017 Donald Trump de l'avoir embrassée et pelotée sans son consentement lors de sa participation à l'émission de télé-réalité The Apprentice et le poursuit pour diffamation après qu'il l'ait qualifiée de « menteuse », et affirme qu'elle tente ainsi d'empêcher le droit de son client à la liberté d'expression. Summer Zervos met fin au procès en novembre 2021.

#### Depuis 2022
Alina Habba représente Donald Trump quand il fait l'objet d'une enquête judiciaire pour avoir faussement représenté la valeur de ses actifs sur plusieurs déclarations de valeur nette que les banques lui demandaient de déposer chaque année, afin de s'assurer qu'il disposait de fonds suffisants pour rembourser leurs prêts. Elle fait appel d'une ordonnance du tribunal exigeant que Donald Trump et ses enfants témoignent sous serment sur les évaluations pour lesquelles ils ont signé lors du dépôt de ces déclarations, sans réussir à l'obtenir. 
En février 2022, elle tente sans succès d'empêcher Donald Trump de faire une déclaration sous serment dans le cadre d'une enquête menée par Letitia James, procureure générale de New York. Le 10 août 2022, celle-ci interroge personnellement Donald Trump et Alina Habba est chargée de sa défense pendant sa déposition de quatre minutes, au cours de laquelle il refuse de répondre aux questions.
Le 19 juillet 2022, une ancienne employée, Na'Syia Drayton, intente une action en justice contre Alina Habba qu'elle accuse d'avoir chanté du rap gangster et de la musique hip hop inappropriés dans le bureau tout en utilisant le mot « N », fait des commentaires racistes et fait référence à Letitia James comme une « salope noire ». En septembre 2022, le procès prend fin à l'amiable. En janvier de la même année, Alina Habba qualifie Letitia James de « malade ».
En septembre 2022, des procédures sont intentées par Alina Habba contre Hillary Clinton, John Podesta, Jake Sullivan, Debbie Wasserman Schultz et plusieurs autres fonctionnaires, citoyens privés et entités privées recherchés par Donald Trump pour dommages-intérêts pour conduite présumée entourant l'élection présidentielle de 2016. Le juge du tribunal de district américain Donald M. Middlebrooks rejette cette poursuite ainsi que la totalité des affirmations de Donald Trump, concluant que sa plainte était inadéquate à tous égards, et se réserve expressément le droit d'envisager des sanctions contre ses avocats à une date ultérieure.
Middlebrooks sanctionne les avocats de Trump, Habba, Michael T. Madaio, Peter Ticktin et Jamie Alan Sasson, deux mois après avoir pris cette décision. Ils sont condamnés à 50 000 $ d'amendes, ainsi qu'à 16 000 $ supplémentaires pour couvrir les frais juridiques de l'un des accusés. Plus tard en janvier 2023, Middlebrooks a ordonné à Trump, Habba et son cabinet de payer 938 000 $ de frais de justice pour 31 accusés, dont Hillary Clinton, l'ancien directeur du FBI, et le Comité national démocrate. À propos du procès intenté par Habba, le juge écrit : « Aucun avocat raisonnable ne l'aurait intenté ». Aucun des chefs d'accusation de la plainte modifiée n'a fait état d'une réclamation juridiquement identifiable, malgré son objectif politique. L'ordonnance était en attente devant la Cour d'appel des États-Unis pour le onzième circuit en février 2023. Habba a affirmé lors d'une conférence Turning Point USA en décembre 2023 que personne n'avait entendu parler de l'affaire, affirmant à tort que les « fausses nouvelles » ne l'avaient pas mentionnée. Bien que le procès ait nommé 31 accusés, elle a ajouté que « moi et le président Trump avons été sanctionnés d'un million de dollars pour avoir attaqué Hillary la tordue » et qu'il y aurait probablement 50 avocats représentant toute la gauche radicale.
De plus, Alina Habba a représenté Trump dans un procès civil fédéral intenté par Michael Cohen, son ancien avocat. Habba a déposé une requête en rejet du procès avec préjudice le 14 novembre 2022, qui a rejeté l'action dans son intégralité.
Devant la Cour d'appel américaine du deuxième circuit, Abba a défendu les intérêts privés de Trump dans l'affaire Carroll c. Trump, en soutenant que la loi fédérale sur les réclamations délictuelles s'appliquait à un ancien président américain. Dans une décision datée du 27 septembre 2022, le deuxième circuit a décidé que Trump était à l'époque un employé américain et que le tribunal de district devait examiner l'application de la loi fédérale sur les réclamations délictuelles aux déclarations de Trump dans cette optique. La décision du deuxième circuit n'a pas examiné la validité de l'affirmation de Trump selon laquelle les commentaires constituaient une action exécutive en tant que président des États-Unis.
En 2022, le comité d'action politique Save America de Trump a versé au cabinet de Habba près de 2 millions de dollars en frais juridiques.
Alina Habba estime en janvier 2024 que le juge adjoint de la Cour suprême Brett Kavanaugh, « pour qui le président s'est battu, pour qui le président a traversé l'enfer pour se mettre en place », « intensifierait » son soutien à la cause de Trump dans l'affaire Trump contre Anderson, qui détermine si Trump est disqualifié de participer aux élections en vertu du quatorzième amendement. Habba rejette l'idée que des juges comme Kavanaugh statueraient en faveur de Trump parce qu'ils « sont pro-loi et pro-équité » plutôt que « pro-Trump ».

## Vie privée
Alina Habba est qualifiée de « très religieuse ». Elle déclare être de confession catholique chaldéenne,,.
De 2011 à 2019, elle est mariée à Matthew Eyet. En 2020, elle épouse Gregg Reuben, avec lequel elle vit à Bernardsville, au New Jersey.